# Terre de rêves

Terre de Rêves (犬を飼う, Inu o kau) est un recueil de cinq histoires dessinées par Jirō Taniguchi, publiées à l'origine au Japon entre 1991 et 1992.

## Histoires
Quatre d'entre elles sont des histoires intimistes évoquant la vie de tous les jours : la mort d'un vieux chien, la naissance de chatons et la difficulté de s'en séparer, l'arrivée d'une jeune nièce qui a fait une fugue.
Les trois premières histoires sont inspirées de la propre vie de Jirō Taniguchi. L'auteur a effectivement eu un chien, mort en 1990, puis une chatte persane qu'il avait lui-même baptisée Boro (襤褸, « chiffon » ou « lambeau »), morte en 2005 également paralysée, lors de l'écriture d'Un ciel radieux. La dernière histoire (La Terre de la promesse) effectue un retour sur une expédition d'alpinisme dans l'Himalaya, effectuée par Keisuke Kawamura, en évoquant la panthère des neiges. Elle préfigure dans le dessin la bande dessinée fleuve Le Sommet des dieux.

## Parution
- Terre de rêves (trad. Patrick Honnoré), Casterman (coll. « Écritures »), Bruxelles, 2005. 174 p.  (ISBN 2-203-39619-9).

En français, Casterman sort en 2019 le recueil Nos Compagnons qui reprend les quatre premières histoires de Terre de rêves, avec la nouvelle Une lignée centenaire (百年の系譜, Hyakunen no keifu) à la place de La Terre de la promesse. Cette dernière nouvelle était déjà parue en 2010 dans Jirô Taniguchi, une anthologie.

## Distinction
Ce recueil a reçu en 1992 au Japon le prix du manga Shōgakukan, catégorie Prix spécial du jury.